# Babelsberger Medienpreise
Die Babelsberger Medienpreise waren eine Reihe von Medienpreisen, die jedes Jahr bis 2010 gemeinsam von der Gesellschaft zur Wahrnehmung von Film- und Fernsehrechten (GWFF) München, dem Rundfunk Berlin-Brandenburg (RBB) sowie der Filmuniversität Babelsberg Konrad Wolf, HFF, in Potsdam-Babelsberg vergeben wurden.

## Erich Kästner-Fernsehpreis
Der „Erich Kästner-Fernsehpreis“            war ein Preis für das beste deutschsprachige Kinder- und Jugendfernsehprogramm, der von der GWFF gestiftet wurde und mit 25.500 Euro (ursprünglich: 50.000 DM) dotiert war.
Die Kandidaten wurden von öffentlich-rechtlichen und privaten Programmanbietern vorgeschlagen. Die ausgezeichneten Filme sollten sich – orientiert an Erich Kästner – besonders durch Gewaltfreiheit, Phantasie, Kreativität und natürliche Spannung auszeichnen.

## Förderpreis für den besten Absolventenfilm
Der Förderpreis für den besten Absolventenfilm wurde in den Kategorien Spielfilm und Dokumentarfilm verliehen. Der Preis für den besten Spielfilm wurde von der GWFF gestiftet, der Preis für den besten Dokumentarfilm wurde vom RBB gestiftet. Beide Preise waren mit 18.000 Euro (ursprünglich: 35.000 DM) dotiert.
Die Kandidaten wurden von den entsprechenden Hochschulen durch Einreichen von Filmen, CD-ROMs und anderen medientechnologisch innovativen Arbeiten sowie Fernsehproduktionen vorgeschlagen. Das Preisgeld sollte ausschließlich für audiovisuelle Produktionen nach dem Abschluss des Studiums eingesetzt werden.

## Schauspielpreis
Der Schauspielpreis wurde 2010 zum ersten Mal gestiftet, um herausragende Schauspielleistungen zu würdigen. Der Preis war mit 7000 Euro dotiert.

## Zielsetzung
Mit der jährlichen Vergabe der Medienpreise sollte eine kontinuierliche Analyse und Bewertung der bestehenden Fernsehangebote für Kinder und Jugendliche sowie eine Ermutigung und Motivation der Studierenden an den Medienhochschulen erreicht werden, um originelle, kreative und innovative Produktionen zu realisieren.

## Preisträger

### Erich Kästner-Fernsehpreis
- 2000: Thomas Brückner für das Drehbuch des Filmes Küss mich, Frosch
- 2001: Marc-Andreas Bochert für seine Regie des Beitrages Die Spezialistenshow in der ZDF-Reihe Achterbahn
- 2002: Georg Bussek für Buch und Regie des ZDF-Beitrages Die Überflieger, Teil 3: Stars und Ferienstress
- 2003: Willi Weitzel – stellvertretend für das Team – für die Folge „Wie ist das mit dem Tod?“ aus der Reihe Willi wills wissen, BR
- 2004: Susanne Seidel für den Animationsfilm Pantoffelhelden (gesendet im WDR)
- 2005: Hagen Winterhoff für den Spielfilm Helden in Gummistiefeln (eingereicht vom SWR, Sendeplatz ARTE)
- 2006: Irina Popow (Regie) für die Folge „Du sollst nicht ehebrechen“ aus der Reihe Unsere Zehn Gebote (eingereicht vom MDR, Sendeplatz KI.KA).
- 2008: Kinderfilm GmbH für die Folge „Kein Zurück“ aus der Reihe Krimi.de
- 2009: Simone Grabs für die Dokumentation „Moritz – wäre schön, wenn sie ein Engel wird ...“, aus der Sendereihe stark! (eingereicht vom ZDF, Sendeplatz KI.KA)
- 2010: das Produktionsteam von Die Sendung mit der Maus – Spezial Südafrika, Produktion tvision GmbH – Einreicher WDR[2]

### Förderpreis für den besten Absolventenfilm – Spielfilm
- 2001: Hans Weingartner für Das weisse Rauschen, Abschlussfilm, Kunsthochschule für Medien Köln, KHM
- 2002: Cornelius Meckseper für Auf den Spuren der Operation Mondsturm, Abschlussfilm, Filmakademie Baden-Württemberg
- 2003: Franz Müller für Kein Science Fiction, Abschlussfilm, Kunsthochschule für Medien Köln, KHM
- 2004: Maren Ade für Der Wald vor lauter Bäumen, Abschlussfilm, Hochschule für Fernsehen und Film München
- 2005: Sören Senn für KussKuss, Abschlussfilm, Hochschule für Film und Fernsehen Babelsberg „Konrad Wolf“, HFF
- 2006: Michael Dreher für Fair Trade, Abschlussfilm, Hochschule für Fernsehen und Film München
- 2007: Reto Caffi für Auf der Strecke, Abschlussfilm, Kunsthochschule für Medien Köln, KHM
- 2008: Katrin Hohendahl und Hanno Olderdissen für Robin, Abschlussfilm, Internationale Filmschule Köln, IFS
- 2009: Hannes Treiber für Freies Land, Abschlussfilm, Hamburg Media School[3]
- 2010: Florian Schewe für Lebendkontrolle, Abschlussfilm, HFF Konrad Wolf[2]

### Förderpreis für den besten Absolventenfilm – Dokumentarfilm
- 2001: Rick Minnich für Heaven on Earth, Abschlussfilm an der Hochschule für Film und Fernsehen „Konrad Wolf“, HFF
- 2002: Shaheen Dill-Riaz für Sand und Wasser, Abschlussfilm an der Hochschule für Film und Fernsehen „Konrad Wolf“, HFF
- 2003: Paula Rodriguez für Volver a vernos – Pinochet’s Kinder, Abschlussfilm, Deutsche Film- und Fernsehakademie Berlin, DFFA
- 2004: Mark Wittek für A Área – das Gebiet, Abschlussfilm, Kunsthochschule für Medien Köln KHM (Co-Regie: Cristiano Civitillo)
- 2005: Heesook Sohn für Happy Family, Abschlussfilm, Deutsche Film und Fernsehakademie Berlin
- 2006: Isabel Alvarez für Die Liebe, die Schule, die Drogen und die Zukunft, Abschlussfilm, FH Dortmund, Fachbereich Design, Studiengang Film und Fernsehen
- 2007: Maja Classen für Osdorf, Abschlussfilm, Hochschule für Film und Fernsehen „Konrad Wolf“, HFF
- 2008: Annett Schütze und Andreas Banz  für Wenn ich weine, schlägt mein Herz, Abschlussfilm, Hochschule für Film und Fernsehen „Konrad Wolf“, HFF
- 2009: Thaïs Odermatt für Nid hei cho, Abschlussfilm, Hochschule Luzern – Design & Kunst[3]
- 2010: Pascal Hofmann und Benny Jaberg für Daniel Schmid – Le chat qui pense, Abschlussfilm an der Zürcher Hochschule der Künste[2]

### Schauspielpreis
- 2010: Ursula Werner für Am anderen Ende und Gerdy Zint für Lebendkontrolle[2]